# Vladimir Košćak
Vladimir Košćak (Zágráb, 1921. július 12. – Zágráb, 1999. március 21.), horvát történész, költő, író, esszéista, publicista, rádiós műsorszerkesztő.

## Élete
Vladimir Košćak 1921. július 12-én született Zágrábban. Apja Blaž Košćak varasdi kereskedő volt, anyja Amalija Nucak pedig Zlatarból származott. Az elemi iskola első négy osztályát egy német tannyelvű evangélikus magániskolában végezte, majd nyolc évet a fiú reálgimnáziumba járt, ahol 1940-ben érettségizett. Még ugyanebben az évben beiratkozott a Zágrábi Egyetem Jogi Karára, mely tanulmányait 1943 őszén megszakította, mert csatlakozott a nemzeti felszabadító hadsereghez. Itt egyszerű harcosból 1945 őszére hadnagyi rangba küzdötte fel magát.
A háború után visszatért az egyetemre. 1948-ban szerzett diplomát és doktorált a Zágrábi Egyetem Jogi Karán, majd 1959-ben a Filozófiai Karon szerzett történelem szakos diplomát. 1948-tól tudományos segédmunkatárs a Horvát Tudományos és Művészeti Akadémia Történeti Intézetében Zágrábban, ahol Strossmayer püspök hagyatékának archiválásával, valamint a diplomáciai gyűjtemény dokumentumainak leltározásával és összeállításával foglalkozott.
1961 és 1977 között szabadúszó kutatóként és publicistaként dolgozott, majd 1983-as nyugdíjazásáig tudományos főmunkatársként a Jugoszláv Tudományos és Művészeti Akadémia zágrábi archívumában dolgozott. Nyugdíjasként számos hazai és külföldi tudományos intézet és társaság munkatársa volt, számos hazai és külföldi kiadványba, folyóiratba írt történettudományi cikkeket és tanulmányokat. 1999. július 21-én 78 éves korában hunyt el Zágrábban, ahol Mirogoj temetőben helyezték örök nyugalomra.

## Tudományos munkássága
Történeti kutatásaiban foglalkozott Dubrovnik történetével, az 1848-as forradalom horvátországi eseményeivel, a jugoszláv eszme fejlődésével, a horvát tengerészet és a horvát tengerpart (főleg a Kvarner) történetével, valamint a kora középkori horvát történelemmel. Első közzétett tanulmánya 1950-ben jelent meg a „Historijski zbornik” folyóiratban az 1848-as magyarón emigrációval kapcsolatban „Madžaronska emigracija 1848” címmel, majd az 1848/49-es horvát politikával foglalkozott tematizáltan és időrendbe szedve „Hrvatska politika 1848/49” című, 1951-ben megjelent tanulmányában.
Több tanulmányban foglalkozott Dubrovnik történetével. „Korespondencija Dubrovačke vlade s Nikolom Frankopanom i Petrom Zrinskim” című, 1954-ben megjelent munkájában a város és a Frangenánok, valamint a Zrínyiek közötti levelezést, „Korespondencija Dubrovačke vlade s Sjevernom Hrvatskom” címmel pedig 1959-ben a város és Észak-Horvátország közötti levelezést tárgyalta. A Raguzai Köztársaság utolsó időszakáról írta „Posljednje razdoblje Dubrovačke Republike (1684-1808)” című munkáját. Tanulmányt írt a raguzai költőnőtől, Cvijeta Zuzorićról. Huzamosabb ideig kutatta a dubrovniki levéltárat, emiatt sok időt töltött a városban, mellyel kapcsolata haláláig sem szakadt meg.
A Művészeti Akadémia Történeti Intézetében végzett munkája alapján születtek a Strossmayer-örökségről szóló tanulmányai, és „Josip Juraj Strossmayer/Franjko Rački”, valamint „Politički spisi rasprave (članci), govori, memorandumi” (1971) című könyvei. Történelmi alakokról írt tanulmányai közé tartoznak a Pavao Ritter Vitezovićról és Stjepan Radićról írt munkái, de foglalkozott Milan Šufflay jövőképével is.
Műveinek következő nagy csoportja a Horvát Tengermellék, különösen a Kvarner történetével foglalkozott. Ezek közül különös figyelmet érdemelnek „Položaj Vinodola u hrvatskoj feudalnoj državi” (Vinodol helyzete a horvát feudális államban), „Jadranska orientacija feudalne Hrvatske” (A feudális Horvátország adriai orientációja ), „Prve borbe za Jadran”  (Az első harc az Adriáért), „Stoljeća našeg pomorstva” (Tengerészetünk évszázadai), „Arhivska grada u Arhivu JAZU a srednjodalmatinskom području” (A közép-dalmáciai terület városainak levéltári anyagai a JAZU Archívumában) című tanulmányai.
Josip Horvat „Kultura Hrvata kroz 1000 godina” (A horvátok kultúrája 1000 éven át, 1980) című könyvének második kiadásához fűzött terjedelmes kommentárjában a horvát történelem és annak történetírásának egyfajta szintézisét alkotta. Számos tanulmányban foglalkozott a középkori horvát állam történetével és a horvátok eredetével is. Tanulmányainak ezen csoportjába tartoznak „O postanku i kontinuietu hrvatske državnosti” (A horvát államiság keletkezéséről és folytonosságáról), „Pripadnost istočne obale Jadrana do splitskih sabora 925-928” (Az Adria keleti partvidéke a spalatoi országgyűlésig 925-928), „O nekim pitanjima hrvatske povijesti ranog srednjeg vijeka” (A kora középkori horvát történelem egyes kérdéseiről), „Dolazak Hrvata” (A horvátok érkezése), „Iranska teorija o porijeklu Hrata” (A horvátok eredetének iráni elmélete), „O smrti hrvatskog kralja Dmitra Zvonimira” (Dmitar zvonimir horvát király haláláról) című munkái.
Számos kultúrtörténeti esszéje jelent meg „Uzorci vremena” című könyvében. Ebbe a tárgycsoportba tartoznak „Problemi suvremene histografije” (A kortárs történetírás problémái), „Pobjeda i poraz patrijarhata” (A patriarchátus győzelme és veresége), „Dragutin Lerman istraživac” (Dragutin Lerman kutató), „Naši krajevi i običaji u zapisima starih putopisaca” (Földjeink és szokásaink az ókori útiírók feljegyzéseiben), „Stoljeće naše gerile” (Gerilláink századai). Megjelent néhány útileírása is „Historijska šetnja Italijom” (Történelmi séta Olaszországban), „S puta po Francuskoj” (Egy franciaországi utazásról) címmel. Dolgozott szerkesztőként a Zágrábi Rádió 3-as programjában. Dolgozott esszéíróként, rovatíróként, utazási íróként és költőként is.